# Paraconiothyrium africanum
Paraconiothyrium africanum är en svampart som beskrevs av Damm, Verkley & Crous 2008. Paraconiothyrium africanum ingår i släktet Paraconiothyrium och familjen Montagnulaceae.   Inga underarter finns listade i Catalogue of Life.